# ادرار سوختگی نوزادان
ادرار سوختگی نوزادان، سوختگی پای نوزاد، سوختگی ناشی از پوشک یا بثورات ناشی از بستن پوشک (نام علمی: Irritant diaper dermatitis) عبارتی است که به بخشی از پوست که در زیر پوشک قرار دارد و دچار برافروختگی یا خارش شده‌است، گفته می‌شود. این نواحی برافروخته بیشتر به شکل یک خط محدب نسبت به روی هم رفتگی‌های پوست دیده می‌شوند. اما اگر درماتیت در اثر یک عامل دوم مانند باکتری یا قارچ ایجاد شده باشد این برافروختگی‌ها به شکل سطح‌های مقعر و محدب گسترش می‌یابند.
این ناراحتی‌های پوستی ناشی از پوشک نیست بلکه ناشی از روش استفاده از آن و موادی است که در آن انبار می‌شود (مدفوع و …) البته گفته شده که مواد سازندهٔ پوشک هم تأثیر دارند اما شواهد کمی برای این مطلب وجود دارد. نوعی از ادرار سوختگی درماتیت پوشک (انگلیسی: Diaper rash) است که در ناحیه‌ای از بدن نوزاد رخ می‌دهد که توسط پوشک پوشیده می‌شود. این بیماری یکی از شایع‌ترین مشکلات پوست نوزاد است و عمدتاً در سنین ۲ هفته تا ۱۸ ماهگی بروز می‌یابد.

## عامل
اگر پوست مدت زیادی خیس باشد یا pH آن در اثر ادرار یا مدفوع بالا رفته باشد، لایه شاخی پوست یا بیرونی‌ترین لایهٔ پوست آسیب می‌بیند یا از بین می‌رود. این پدیده در اثر اسهال، محکم بستن پوشک، دفع به دفعات بالا یا تماس با آمونیاک یا آلرژی روی می‌دهد. در بزرگسالان، لایهٔ شاخی پوست از ۲۵ تا ۳۰ لایهٔ کراتینوسیت‌های مرده و روی هم قرار گرفته تشکیل شده‌است؛ این لایه‌ها به‌طور پیوسته در حال ریزش و جایگزینی اند. این سلول‌های مرده که در میانشان چربی قرار دارد مانند یک لایهٔ نفوذناپذیر در برابر آب عمل می‌کنند. وظیفهٔ لایهٔ شاخی حفاظت پوست در برابر ازدست دادن آب و نگهداری از لایه‌های زیرین پوست از جراحت و نفوذ میکروب است. در کودکان لایهٔ شاخی بسیار نازک است و به آسانی آسیب می‌بیند.
- تماس طولانی‌مدت پوست با ادرار و مدفوع
- استفاده از پوشک نامناسب یا تعویض دیرهنگام آن
- مصرف غذاهای جدید توسط کودک یا مادر در دوران شیردهی
- استفاده از شوینده صابونی با pH نامناسب یا دارای مواد تحریک‌کننده پوست مانند سولفات یا عطر مصنوعی
- عفونت قارچی یا باکتریایی ثانویه

### خوراک
برپایهٔ مشاهدات انجام شده آنزیم‌هایی که در مدفوع کودک وجود دارد با خورد و خوراک کودک رابطهٔ مستقیم دارد؛ کودکانی که از شیر مادر تغذیه می‌کنند معمولاً کمتر دچار زخم‌های ناحیهٔ پوشک می‌شوند احتمالاً چون pH مدفوع آنها بالاتر است و فعالیت‌های آنزیمی کمتر در آن وجود دارد. زخم‌های ناحیهٔ پوشک در کودکان ۸ تا ۱۲ ماه بیشتر دیده می‌شود احتمالاً به این دلیل که مواد جامد به رژیم غذایی این کودکان افزوده شده و ترکیبات مدفوع و ادرار آنها دگرگون شده‌است. به عبارت دیگر هرگاه که رژیم غذایی کودک دچار دگرگونی شود (از شیر مادر به شیر خشک یا از شیر به غذای جامد) احتمال ایجاد زخم‌های ناحیهٔ پوشک بالا می‌رود. همچنین هنگامی که یک کودک در معرض درمان‌های آنتی‌بیوتیکی قرار می‌گیرد احتمال ایجاد زخم‌های ناحیهٔ پوشک در آن بالا می‌رود.

## علائم
علائم معمول درماتیت شامل موارد زیر است:
- قرمزی و التهاب پوست
- احساس سوزش در زمان شستشو یا تماس
- ایجاد تاول، پوسته یا ترک‌های سطحی پوست

## درمان
برای درمان ادرار سوختگی موثرترین راه که البته کاربردی‌ترین نیست این است که مدتی پوشک را باز کنیم تا نواحی زخمی هوا بخورد. پیش از پوشک کردن دوباره باید پوست را خشک کرد تا رطوبت اضافه به رطوبت عرق یا ادرار یا مدفوع اضافه نشود. استفاده از روغن برای جلوگیری از تماس رطوبت با پوست، بسیار توصیه می‌شود برای مثال کرم‌هایی که دارای اکسید روی باشند بسیار مفیدند. درمان اولیه شامل رعایت بهداشت و استفاده از کرم‌های مراقبتی است. محصولات مناسب برای درمان باید ویژگی‌های زیر را داشته باشند:
- فاقد سولفات، پارابن، فتالات و الکل آزاد
- دارای pH متعادل (۵.۵ تا ۶)
- مناسب برای پوست حساس نوزادان و بدون عطر
- تاییدشده توسط متخصص پوست اطفال

مطالعات نشان داده‌اند که کرم‌های سدساز با فرمول ملایم و بدون ترکیبات تحریک‌کننده، در تسریع روند ترمیم پوست نوزاد مؤثرند.

## مراقبت در موارد خاص
نوزادانی که دچار درماتیت آتوپیک، اگزما یا بیماری پروانه‌ای (EB) هستند، باید از کرم‌ها و شوینده‌هایی استفاده کنند که مخصوص پوست بسیار حساس طراحی شده‌اند. همچنین در نوزادان نارس یا دارای نقص ایمنی، انتخاب محصولات تخصصی اهمیت مضاعفی دارد.